# کاگا، ایشیکاوا
کاگا در استان ایشیکاوا در کشور ژاپن واقع شده‌است  که دارای جمعیت ۷۳٬۷۴۵ نفر و مساحت ۳۰۶٫۰۰ کیلومتر مربع با تراکم جمعیت ۲۴۱  نفر در کیلومترمربع است و در تاریخ ۱ اکتبر ۲۰۰۵ به عنوان شهر شناخته شد.